# Dap (gesto)

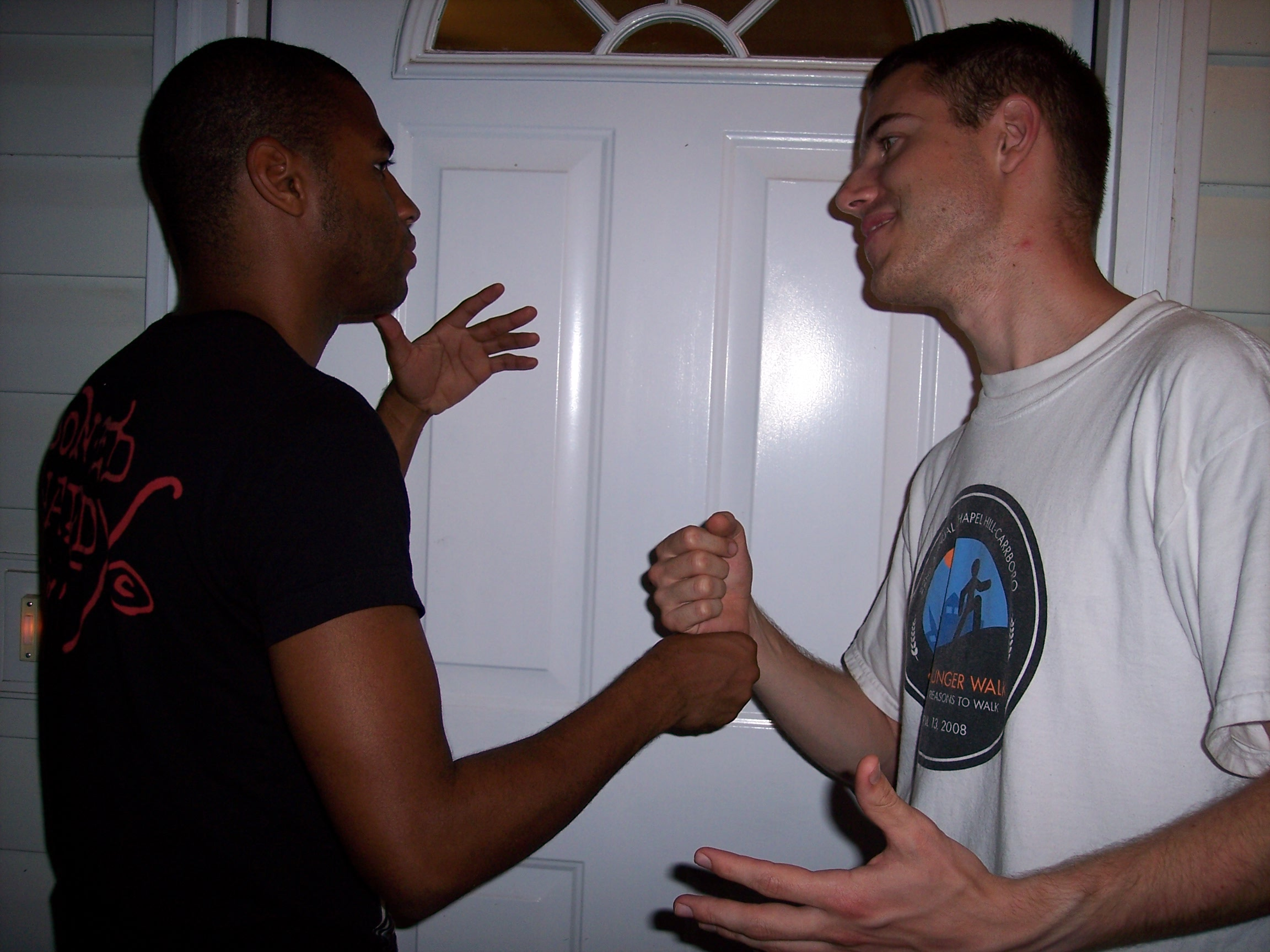
Una delle varianti del dap

Dap è un gesto di saluto amichevole, di accordo o solidarietà tra due persone, che è diventato popolare nelle culture occidentali, soprattutto dagli anni settanta, nate nelle comunità afro-americane statunitensi.

## Modalità
Giving dap tipicamente coinvolge la stretta di mano (spesso, agganciando i pollici), stretta di mano alla "braccio di ferro o all'americana" o pugno contro pugno. La pratica e il termine hanno avuto origine tra i soldati afroamericani durante la guerra del Vietnam, come parte del movimento del potere nero e il termine è attestato dal 1971.
Il dap può fare riferimento a molti tipi di comunicazione non verbale dalla connotazione generalmente positiva tra due persone, che vanno da un breve momento di semplice contatto corporeo a una più complicata serie di altri gesti sequenziali come schiaffi, colpi o scuotimenti alla mano noti solo esclusivamente ai due interlocutori. Esempi elaborati di dap sono praticati da molti giocatori di molte squadre dell'NBA come gesto di rito prima di una partita di basket.
L'etimologia del termine dap è incerta e ci sono diverse teorie al riguardo.